# アイル・ゴー・クレイジー・イフ・アイ・ドント・ゴー・クレイジー・トゥナイト
「アイル・ゴー・クレイジー・イフ・アイ・ドント・ゴー・クレイジー・トゥナイト」（I'll Go Crazy If I Don't Go Crazy Tonight）は、U2が2009年に発表した『ノー・ライン・オン・ザ・ホライゾン』に収録されている曲で、シングルリリースされた。

## 概要
ボノが「このアルバムの『Beautiful Day』だ」というように、アルバム収録曲で唯一ポップセンスに溢れる曲である。イーノが作った「Diorama」というデモが元で、リリーホワイトの力を借りて手を加えた。The Black Eyed Peasのウィル・アイ・アムがデモの段階から関わっており、キーボードで参加している。
僕は、最近、プロダクションに関しては、ロックよりもR&Bやヒップホップのほうが革新的だと常常考えていたんだ。だから僕たちも試してみた。willは本当に素晴らしい。彼は数時間で「Crazy Tonight」のデモを何曲か作ったんだ。僕たちとは違った感覚の持ち主で、彼からは多くを学んだ。特にリズム感が素晴らしんだ（エッジ）
歌詞はバラク・オバマの大統領選挙キャンペーンに影響を受けたもので、「Every generation has a chance to change the world/ Pity the nation that won't listen to you, boys and girls（どの世代にも世界を変えるチャンスはある/男の子や女の子の声に耳を傾けない国家は気の毒だ）」という歌詞について、ボノは「この歌詞は次の『僕たちは一番素敵なメロディを聴いたことがない』に繋がっているんだ。これはいいアイデアだ。僕たちが抱えている問題の解決方法は、若い世代によって発見されなければならないんだけれど、しばし新しいアイデアというものは耳を傾けられることがない。この歌詞は陽気で、ついでにいうと、とにかく不真面目だ。このレコードは茶目っ気に溢れているんだよ」と述べている。また歌詞全体については「Tシャツのスローガンのようだ」とも述べている。
アルバム収録曲のうち、プロデューサーにイーノもラノワもクレジットされていないのは、「Breathe」とこの曲の2曲のみである。
ライブでは「Redanka's Kick the Darkness Mix」というクラブミュージックヴァージョンで演奏された。
2010年のグラミー賞Best Rock Performance by a Duo / Group with VocalsとBest Rock Songにノミネートされたが授賞は逃した。

## PV

### Animated
- 監督：デヴィッド・オライリー
- プロデューサー：クレア・プラスコー
- ロケ地：Lumiere Studios Ltd（ロンドン）
- 撮影日：2009年6月8日
- リリース日：2009年7月21日

PVの内容は無意味な人生を送っているキャラクターたちが、今夜クレイジーにならなければ、クレイジーになれる（I'll Go Crazy If I Don't Go Crazy Tonight）ことに気づいて、自分の人生を変えようと決意するというもの。

### Live
- 監督：アレックス・カーツ
- プロデューサー：マラキー・マカネニ
- ロケ地：カンプノウ（バルセロナ）
- 撮影日：2009年7月2日
- リリース日：2009年7月27日

## リミックス
- Fish Out Of Water Remix (2009)

by Declan Gaffney, Matt Paul (「I'll Go Crazy If I Don't Go Crazy Tonight」収録)
- Dirty South Full Remix (2009)

by Dirty South  (「I'll Go Crazy If I Don't Go Crazy Tonight」 収録)
- Redanka's 'Kick The Darkness' Vocal Version (2009)

by Redanka (「I'll Go Crazy If I Don't Go Crazy Tonight」 収録)
- Redanka's 'Sparks Of Light' Dub Version (2009)

by Redanka  (「I'll Go Crazy If I Don't Go Crazy Tonight」 収録)
- Redanka's 'Kick The Darkness' Instrumental Version) (2009)

by Redanka (「I'll Go Crazy If I Don't Go Crazy Tonight」収録)
- Live U2360 Remix (2010)

by Dirty South, Redanka (『Artificial Horizon』収録)

## オマージュ
ウィル・アイ・アムはジミー・アイオヴォンの勧めで、この曲に触発されて、「I Gotta Feeling」という曲をリリースし、世界中で大ヒットさせ、グラミー賞最優秀ポップ・パフォーマンス賞デュオ/グループを授賞した。